# Adelowalkeria plateada
Adelowalkeria plateada är en fjärilsart som beskrevs av William Schaus 1905. Adelowalkeria plateada ingår i släktet Adelowalkeria och familjen påfågelsspinnare. Inga underarter finns listade i Catalogue of Life.